# Budi Mulya
Budi Mulya is een bestuurslaag in het regentschap Tangerang van de provincie Banten, Indonesië. Budi Mulya telt 4646 inwoners (volkstelling 2010).